# بی سر (فیلم)
 بی سر فیلمی به کارگردانی کاوه سجادی حسینی و نویسندگی کاوه سجادی حسینی و	پیام لاریان و صادق خوشحال و همچنین به تهیه‌کنندگی روح‌الله برادری و سمیرا برادری ساخته سال  ۱۳۹۸ است.

## داستان فیلم
در خلاصه داستان این فیلم آمده است چرا می‌خوای بکشیش؟ اون اندازه یه بچه‌ی دو ساله می‌فهمه!

## پیوند
- در سوره سینما
- در سلام سینما